# Tetragonula melanocephala
Tetragonula melanocephala är en biart som först beskrevs av Giovanni Gribodo 1893.
Tetragonula melanocephala ingår i släktet Tetragonula, och familjen långtungebin. Inga underarter finns listade. Arten är ett sydöstasiatiskt bi, som förekommer i Malaysia (Sabah och Sarawak).